# José Ortega Torres
José Ortega Torres (Granada, Espanha) é um poeta (e litógrafo) com uma forte personalidade na moderna literatura andaluza. Contemporâneo do movimento poético dos Novísimos, segue uma linha mais tradicional (rima, soneto) para criar uma complexa arquitectura de imagens que lembra a herança clássica mediterrânica. Escreve sob o anagrama Narzeo Antino.

## Biografia
Ortega Torres faz os seus estudos de Filologia Românica na Universidade de Granada de 1966 a 1969, e em 1971 termina a sua tese doutoral "Aproximación a la poesía de Rafael Guillén", sob a direcção do professor Emilio Orozco Díaz. Em 1975 derreta com os poetas José Lupiáñez (La Línea de la Concepción) e José Gutiérrez (Granada) a colecção literaria Silene. Atualmente (2009) ensina Língua e Literatura Espanhóis na Universidade de Granada. Escreve sob o anagrama Narzeo Antino.

## Citações
Aynadamar el recinto
del amor. Y tu presencia
claro fulgor: inminencia
alza el afán nunca extinto.
Conjunto de laberinto
entreteje la colina
(sabio secreto de mina
tanta riqueza procura).
Huésped tú de la hermosura
donde la ofrenda culmina.
'Diamante', Granada, 1978, p. 34.
| La arquitectura del amor                                                      | Amor exaltación y arquitectura     |
| exalta júbilo en asedio:                                                      | asedio de corceles surtidores      |
| por la celosía del alba                                                       | combate desvelando en los fulgores |
| se impacientaban los luceros.                                                 | las columnas del alba y su tersura |
| Entre los rumores del bosque                                                  | Espejo sin sosiego en que perdura  |
| la madrugada rinde espigas                                                    | apogeo de espigas y atanores       |
| ante el azar del desconcierto.                                                | donde la noche rinde su aventura   |
| Mas no ceda el ánimo al frío                                                  | Amor si tu presencia es desafío    |
| frente a la inmolación del tiempo,                                            | corporal y desnudo pensamiento     |
| no sea que las azucenas                                                       | concédeme el clamor de las almenas |
| se desvanezcan en el tiempo.                                                  | desvanece fugaz las azucenas       |
| ----------------------------------------------------------------------------- |                                    |

'Fulgor de la materia', Granada, 2003, p. 50 e 51.

## Obras e prêmios
- Cauce vivo (1971), assinado sob o pseudónimo de Aldo Fresno
- Ceremonia salvaje (1973)
- Carmen de Aynadamar (1974)
- Ritos y cenizas (1975)
- "Poema de la Alhambra, de A.E.” (publicado no diário de granada Ideal o 23 de fevereiro de 1975)
- El exilio y el reino (1979)
- Hierofanía (1981), Prêmio Federico García Lorca en 1979 (patrocinado pela Universidade de Granada).
- La diadema y el cetro: himno (1983)
- Diamante: (espacio íntimo) (1987)
- Olvido es el mar, (1989)
- Domus Aurea (1996), Prêmio Província de León 1994.
- Laurel & glosa, 1997
- Centinela del aire (1999), Prêmio Cidade de Salamanca.
- Amante desafío 2001
- Fulgor de la materia (2003)
- Un título para Eros. Erotismo, sensualidad y sexualidad en la literatura, Capítulo 7 - “Falomanía y travesura en El jardín de Venus de Samaniego”, 2005